# Polizia Ausiliaria Bielorussa
La Polizia Ausiliaria Bielorussa (in bielorusso: Беларуская дапаможная паліцыя, Belaruskaâ dapamožnaâ palìcyâ; in tedesco: Weißruthenische Schutzmannschaften) fu un corpo di polizia creato nel 1941 dalla Germania nazista nei territori occupati della Bielorussia; il corpo era parte della più ampia Schutzmannschaft o Schuma, l'insieme delle unità di polizia ausiliaria create dai tedeschi nei territori occupati dell'Unione Sovietica.
Al suo apice la Polizia Ausiliaria Bielorussa allineava una forza di undici battaglioni, impegnati in normali compiti di sicurezza interna e di ordine pubblico oltre che nel supporto delle unità dell'esercito e della polizia tedesca in operazioni di rastrellamento e di lotta contro le forze partigiane sovietiche. Dopo la liberazione della Bielorussia nel luglio 1944 da parte delle forze dell'Armata Rossa i superstiti della Polizia Ausiliaria Bielorussa furono in gran parte assorbiti nella 30. Waffen-Grenadier-Division der SS.